# Ewa Szczepańska-Sadowska
Ewa Szczepańska-Sadowska (ur. 30 września 1942) – prof dr hab. med, polski lekarz, fizjolog, kierownik Katedry i Zakładu Fizjologii Doświadczalnej i Klinicznej (do roku 2012) Warszawskiego Uniwersytetu Medycznego, Od 1970 członek, od 2011 członek honorowy Polskiego Towarzystwa Fizjologicznego. Od 2001 członek korespondent, Od 2010 r. członek czynny Towarzystwa Naukowego Warszawskiego. W latach 2001–2011 przewodnicząca Komitetu Nauk Fizjologicznych Polskiej Akademii Nauk. Od 2010 r. członek korespondent Polskiej Akademii Nauk. Od 2010 członek krajowy Polskiej Akademii Umiejętności. W 2018 objęła funkcję wiceprezesa tej instytucji. W latach 1993–2001 członek Zarządu Międzynarodowej Unii Nauk Fizjologicznych (IUPS). W latach 1997–2001 przewodnicząca Komitetu Admisyjnego, a w latach 2012–2016 członek Komitetu Nominacyjnego Międzynarodowej Unii Nauk Fizjologicznych.

## Wybrane publikacje
- Włodzimierz Januszewicz, Marek Sznajderman, Ewa Szczepańska-Sadowska: Nadciśnienie tętnicze. Warszawa: Wydawnictwo Lekarskie PZWL, 1993. ISBN 83-200-1713-0. Brak numerów stron w książce
- Ewa Szczepańska-Sadowska: Nadciśnienie neurogenne. Warszawa: Wydawnictwo Naukowe PWN, 1998. ISBN 83-01-12685-X. Brak numerów stron w książce
- Ewa Szczepańska-Sadowska, Witold Rużyłlo, Włodzimierz Januszewicz, Andrzej Januszewicz: Układ nerwowy a choroby układu sercowo-naczyniowego. Medycyna Praktyczna, 2009. ISBN 978-83-7430-190-9.
- Andrzej Więcek, Andrzej Januszewicz, Ewa Szczepańska-Sadowska, Krzysztof Narkiewicz, Agnieszka Cudnoch-Jędrzejewska, Mieczysław Litwin, Aleksander Prejbisz. Nadciśnienie tętnicze. Patogeneza, prewencja, diagnostyka. ISBN 978-83-7430-565-5.
- Szczepanska-Sadowska E., Czarzasta K., Cudnoch-Jędrzejewska A. Dysregulation of the renin-angiotensin system and vasopressinergic system interactions in cardiovascular disorders. Current Hypertension Reports 2018; 20(3):19. doi:10.1007/s11906-018-0823-9.
- Szczepanska-Sadowska E., Cudnoch-Jędrzejewska A., Wsol A. The role of oxytocin and vasopressin in pathophysiology of heart failure in pregnancy and in fetal and neonatal life. American Journal of Physiology Heart and Circulation Physiology 2020; 318:H639-H651. doi:10.1152/ajpheart.00484.2019.
- Szczepanska-Sadowska E. Praca edytorska nad specjalnym wydaniem Frontiers in Pharmacology. “New Trends in the Renin-Angiotensin-Aldosterone System in Cardiovascular Diseases”. 2021, ISSN 1663-9812.